# Gera (flod)

Gera är en flod i Thüringen i Tyskland och är en av sidofloderna till Unstrut. Floden är 85 kilometer lång. Älvens källbäckar börjar i Thüringer Wald väster om Ilmenau. Gera räknas från Plaue där bäckarna Wilde Gera och Zahme Gera rinner samman. Floden mynnar ut i Unstrut i Straußfurt, och de största städerna längs floden är Arnstadt och Erfurt. Observera att staden Gera inte ligger längs floden.
Flodens ursprungliga namn var Erfes som gav staden Erfurt sitt namn. Geras dalgång översvämmades ofta under medeltiden och den yngre nutiden. Därför byggdes under 1890-talet två kanaler söder respektive norr om Erfurt för att skydda staden.
I Geras källbäckar samt i flodens övre del förekommer bäcköring (Salmo trutta fario).
Motorvägen A71 förs med 3 stora broar över källbäckarna Zahme Gera och Wilde Gera samt bifloden Reichenbach. Mitt i Erfurt går Krämerbrücke över floden, som är helt överbyggd med hus. Liknande broar finns annars bara söder om Alperna. I flodens avrinningsområde ligger 7 dammbyggnader.